# Smygehuk
Smygehuk ist ein Hafen und der südlichste Festlandpunkt Schwedens sowie der skandinavischen Halbinsel. Er liegt in der südschwedischen Gemeinde Trelleborg in der Nähe des Ortes Smygehamn in Schonen. Der Abstand zwischen Smygehuk und Treriksröset, Schwedens nördlichstem Punkt, beträgt 1.572 km.
Am Hafen steht eine Statue von Axel Ebbe, welches das Model Birgit Holmquist, die Großmutter von Uma Thurman, darstellt sowie ein kleines Denkmal für „Akka von Kebnekaise“, die Leitgans aus Selma Lagerlöfs Roman Nils Holgersson, in dessen letztem Kapitel der Hafen beschrieben wird.

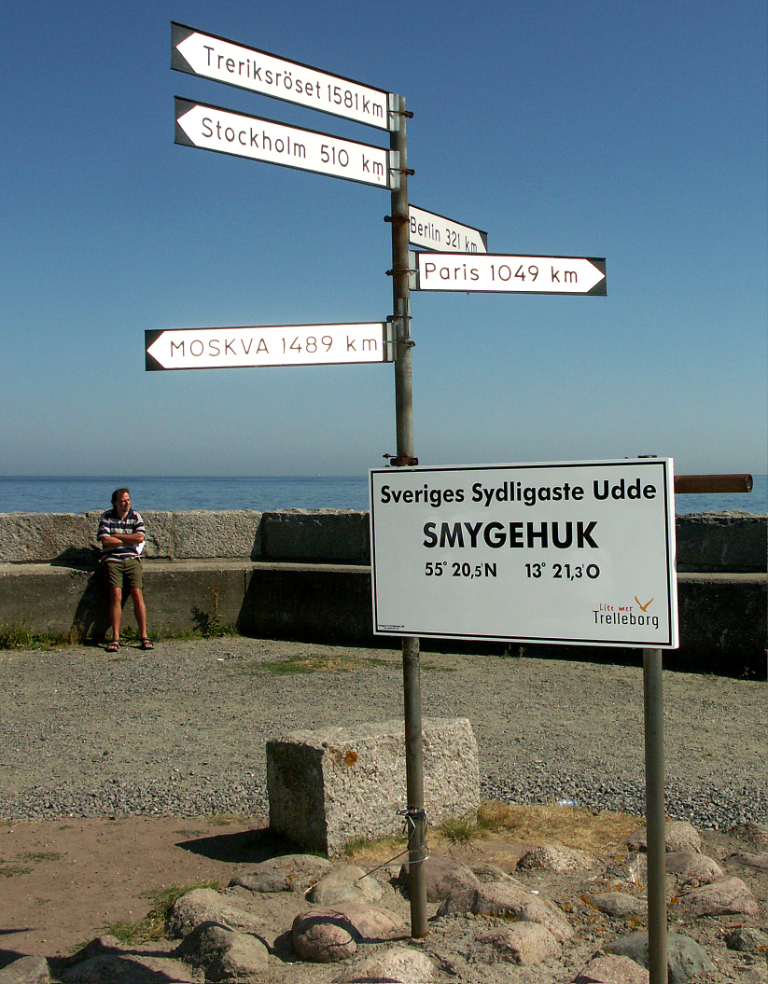
Wegweiser am südlichsten Punkt Schwedens
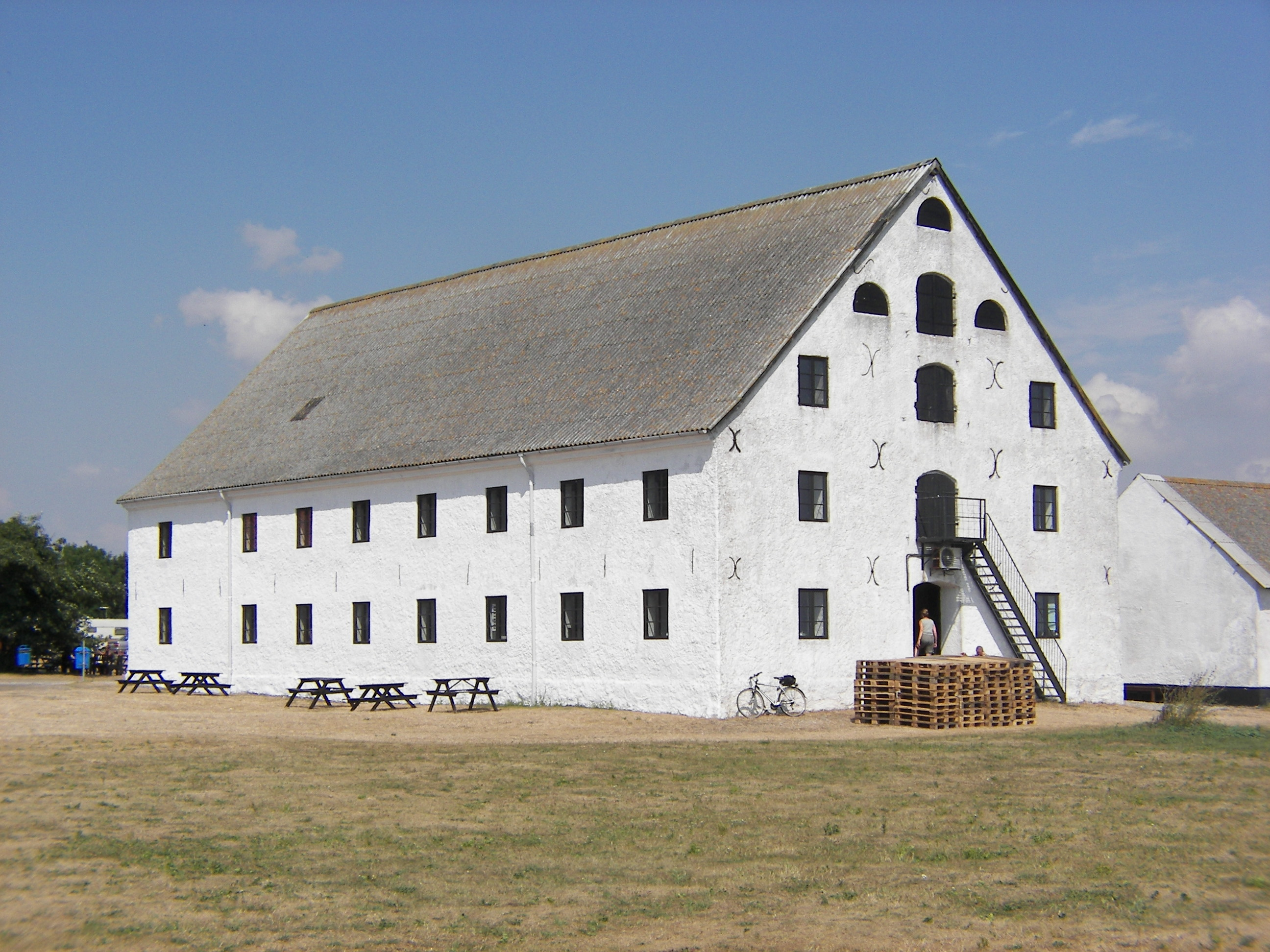
Das Lagerhaus von Smygehuk
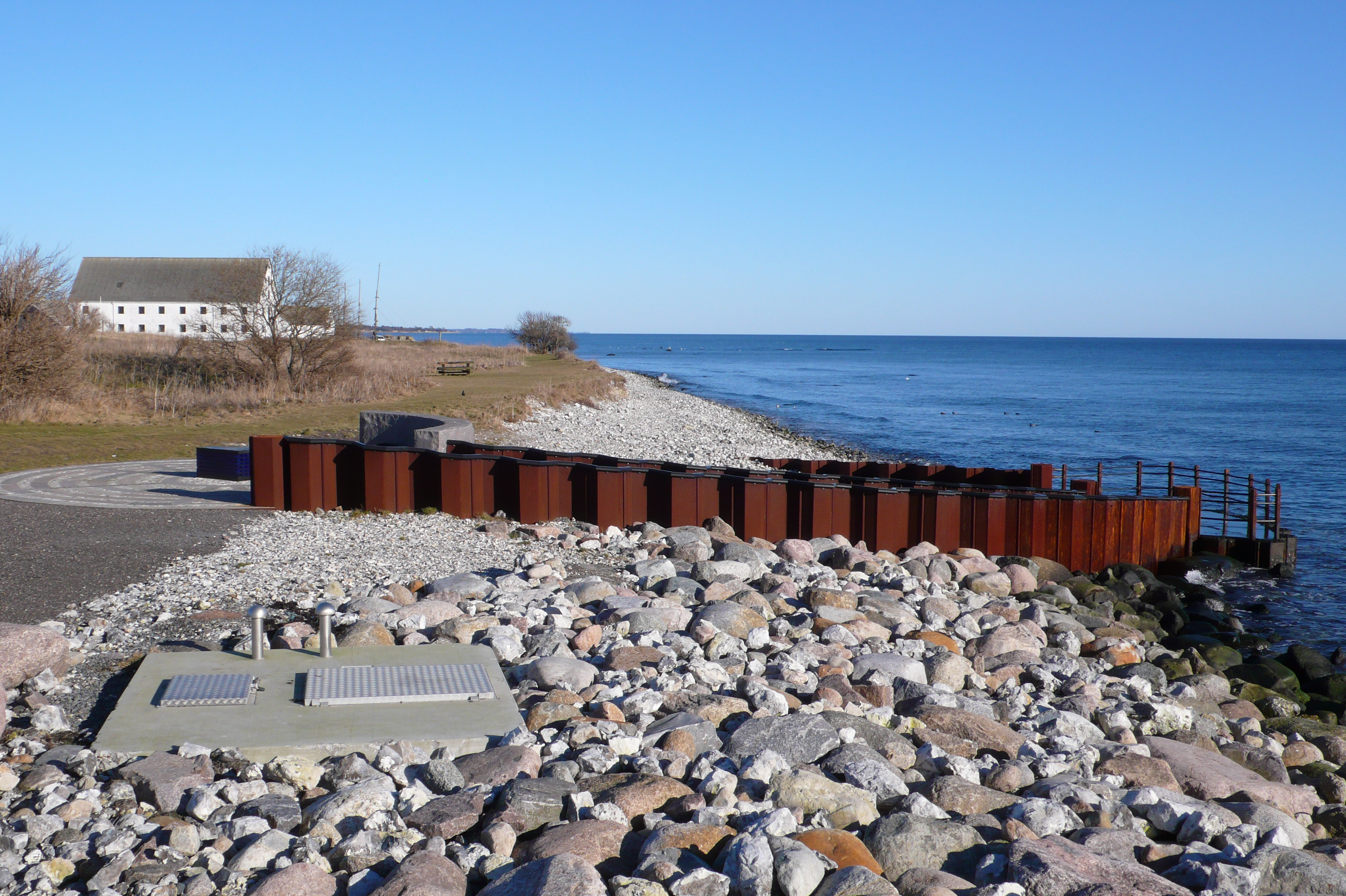
Der südlichste Punkt Schwedens, Blick nach Osten
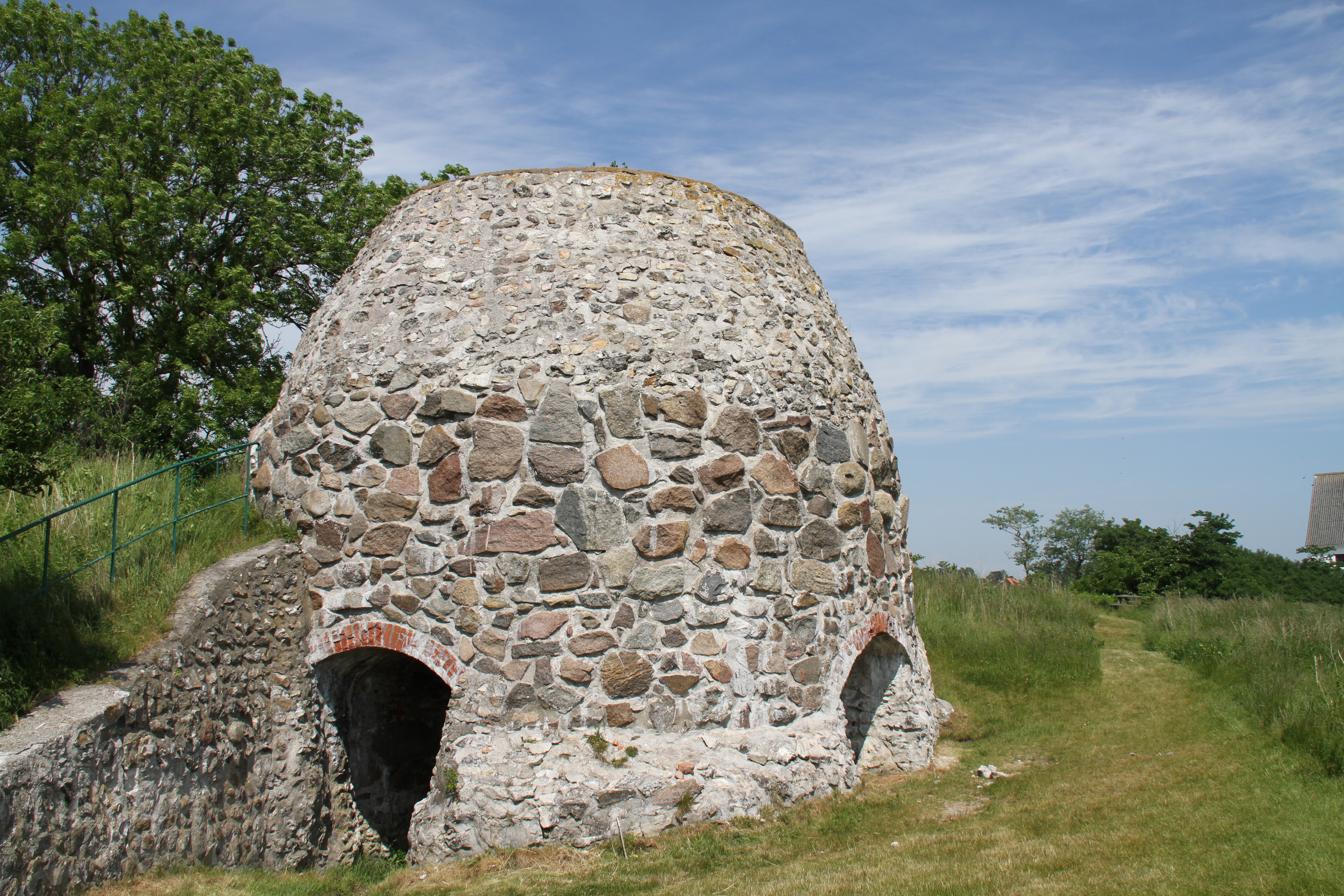
Der Kalkofen von Smygehuk
55° 20′ 17,4″ N, 13° 21′ 40″ O
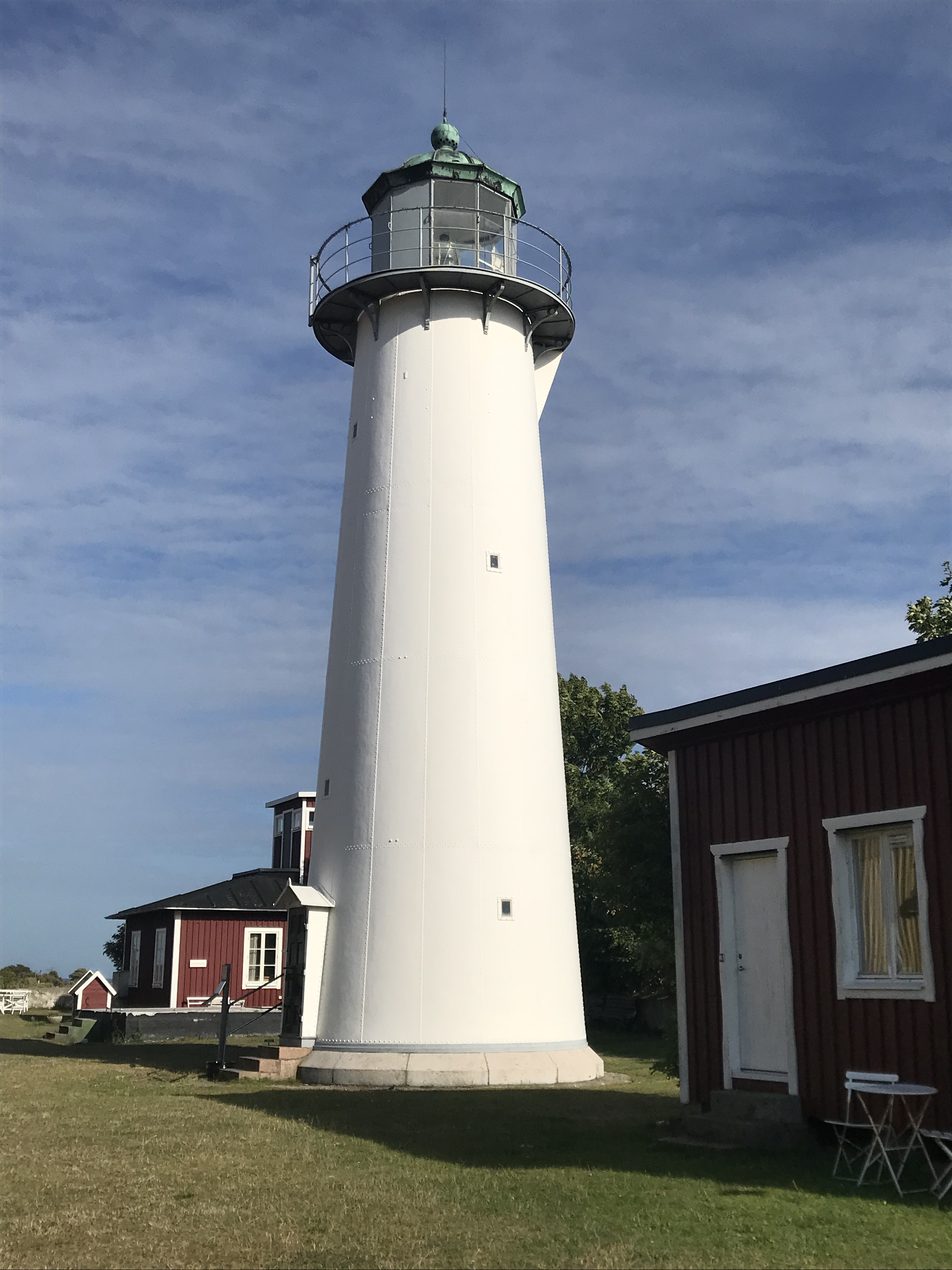
Leuchtturm von Smygehuk
55° 20′ 18,5″ N, 13° 21′ 9,7″ O
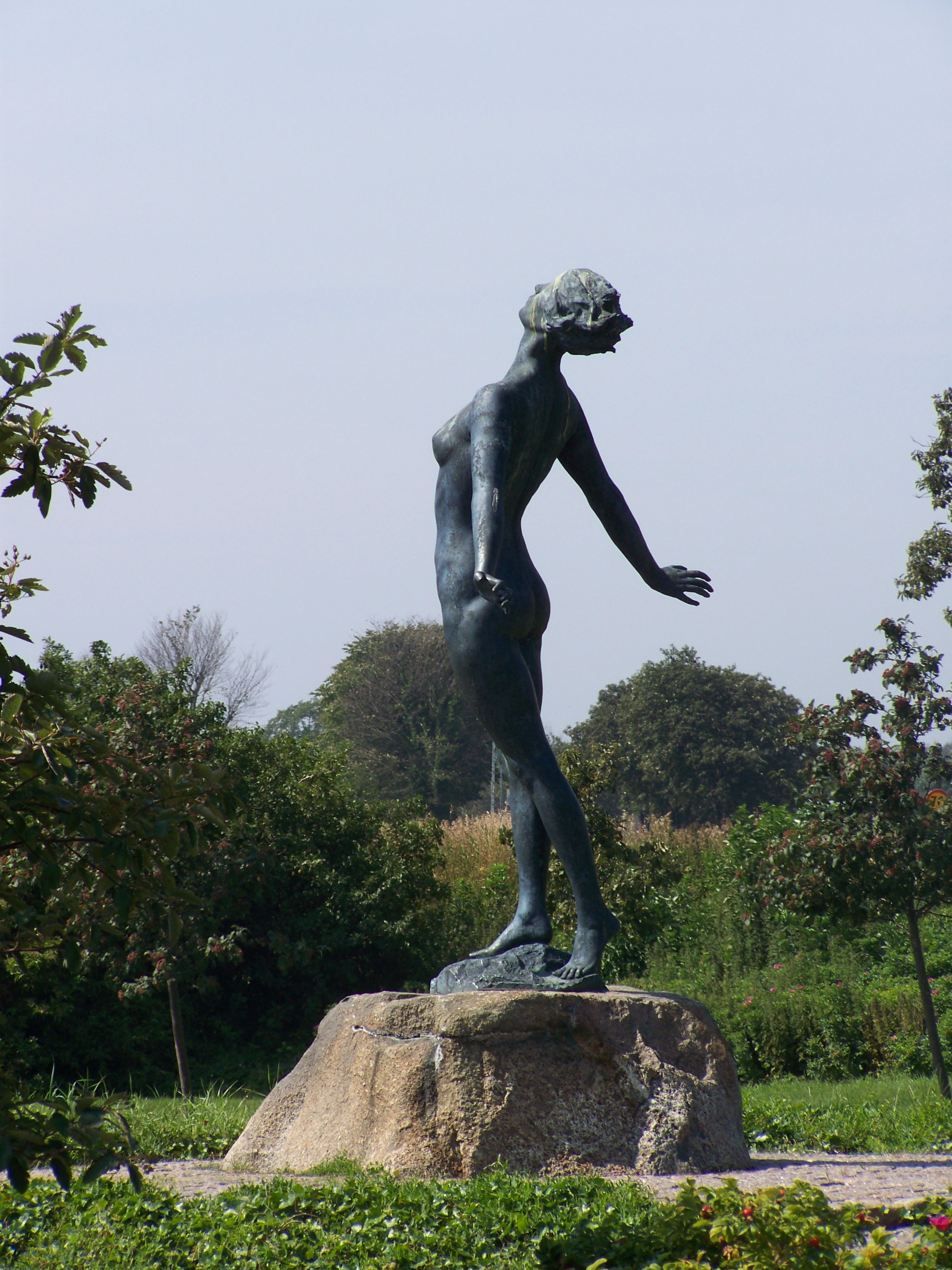
Statue von Axel Ebbe

Der Leuchtturm ist seit 2001 wieder in Betrieb; die ehemalige Wohnstätte des Leuchtturmwärters dient heute als Jugendherberge.
Etwas östlich des Hafens befindet sich die prähistorische Grabanlage Bålhög.